# Санборнтон (Нью-Гемпшир)
Санборнтон (англ. Sanbornton) — місто (англ. town) в США, в окрузі Белкнеп штату Нью-Гемпшир. Населення — 3026 осіб (2020).

## Демографія
Згідно з переписом 2010 року, у місті мешкало 2966 осіб у 1166 домогосподарствах у складі 858 родин. Було 1612 помешкання
Расовий склад населення:
| - 97,3 % — білих - 0,5 % — азіатів - 0,4 % — корінних американців - 0,3 % — чорних або афроамериканців |

До двох чи більше рас належало 1,3 %. Частка іспаномовних становила 0,9 % від усіх жителів.
За віковим діапазоном населення розподілялося таким чином: 20,0 % — особи молодші 18 років, 66,2 % — особи у віці 18—64 років, 13,8 % — особи у віці 65 років та старші. Медіана віку мешканця становила 46,5 року. На 100 осіб жіночої статі у місті припадало 95,9 чоловіків;  на 100 жінок у віці від 18 років та старших — 96,4 чоловіків також старших 18 років.
Середній дохід на одне домашнє господарство  становив 93 103 долари США (медіана — 77 000), а середній дохід на одну сім'ю — 101 978 доларів (медіана — 85 833). Медіана доходів становила 57 429 доларів для чоловіків та 50 980 доларів для жінок. За межею бідності перебувало 2,7 % осіб, у тому числі 1,1 % дітей у віці до 18 років та 3,4 % осіб у віці 65 років та старших.
Цивільне працевлаштоване населення становило 1598 осіб. Основні галузі зайнятості: освіта, охорона здоров'я та соціальна допомога — 28,5 %, роздрібна торгівля — 13,7 %, науковці, спеціалісти, менеджери — 11,4 %.